# 青海行政长官列表
自1911年起历任行政长官：

## 中華民國
- 青海办事长官
  - 庆恕
  - 马福祥（兼署）
  - 廉兴
- 青海蒙番宣慰使：馬麒

青海护军使
- 馬麒

青海省政府主席
- 孫連仲（1928年9月17日 - 1931年1月）
- 高树勋（代）
- 馬麒（1931年1月 - 1931年8月，馬麟代理省主席）
- 馬麟（1933年 - 1936年10月27日，馬步芳代理省主席）
- 馬步芳（1937年 - 1949年）

## 中华人民共和国
| 姓名   | 籍贯     | 在任时间               | 曾任最高职务                                 | 备注                                                  |
| ------ | -------- | ---------------------- | -------------------------------------------- | ----------------------------------------------------- |
| 赵寿山 | 陕西户县 | 1950年1月－1952年11月  | 全国人大常委会委员                           | 省人民政府主席 1965年6月20日在北京逝世                |
| 张仲良 | 陕西耀县 | 1952年11月－1954年6月  | 中顾委委员                                   | 省人民政府主席 1983年2月27日在南京逝世                |
| 孙作宾 | 陕西西安 | 1954年6月－1958年3月   | 全国政协常委                                 | 2002年8月1日在西安逝世                                |
| 孙君一 | 陕西延长 | 1958年3月－1958年6月   | 青海省代省长                                 | 代省长 1967年4月1日在绵阳逝世                         |
| 袁任远 | 湖南慈利 | 1958年6月－1962年6月   | 中顾委委员 全国政协常委 全国人大常委会委员   | 1986年1月2日在北京逝世                                |
| 王 昭  | 河北平山 | 1962年6月－1967年3月   | 青海省省长                                   | 1970年2月12日在西宁逝世                               |
| 刘贤权 | 江西吉安 | 1967年11月－1977年2月  | 中共青海省委第一书记                         | 革委会主任 1992年6月15日在济南逝世                    |
| 谭启龙 | 江西永新 | 1977年2月－1979年4月   | 中顾委委员                                   | 革委会主任 2003年1月22日在济南逝世                    |
| 张国声 | 山西翼城 | 1979年4月－1982年12月  | 全国政协常委 中共青海省顾问委员会主任        | 1979年8月称革委会主任 1997年6月6日在海口逝世          |
| 黄静波 | 陕西绥德 | 1982年12月－1985年8月  | 全国政协常委                                 | 2014年12月1日在北京逝世                               |
| 宋瑞祥 | 江苏金坛 | 1985年8月－1989年11月  | 地质矿产部部长                               |                                                       |
| 金基鹏 | 江苏南京 | 1989年11月－1992年12月 | 全国政协常委                                 | 2009年4月22日在南京逝世                               |
| 田成平 | 河北大名 | 1992年12月－1997年4月  | 劳动和社会保障部部长                         | 曾任中共青海省委书记、山西省委书记                    |
| 白恩培 | 陕西清涧 | 1997年4月－1999年8月   | 中共云南省委书记                             | 曾任中共青海省委书记                                  |
| 赵乐际 | 陕西西安 | 1999年8月－2003年10月  | 现任中共中央政治局常委，全国人大常委会委员长 | 曾任中共中央政治局常委，中纪委书记                    |
| 杨传堂 | 山东禹城 | 2003年10月－2004年12月 | 全国政协副主席                               | 曾任交通运输部党组书记，部长                          |
| 宋秀岩 | 天津     | 2004年12月－2010年1月  | 十三届全国政协经济委员会副主任               | 曾任中华全国妇女联合会党组书记 副主席、书记处第一书记 |
| 骆惠宁 | 浙江义乌 | 2010年1月－2013年4月   | 中共中央香港工委书记，香港中联办主任         |                                                       |
| 郝 鹏  | 陕西凤翔 | 2013年4月－2016年12月  | 现任中共辽宁省委书记，省人大常委会主任       | 曾任国务院国资委主任                                  |
| 王建軍 | 湖北鄖縣 | 2016年12月－2018年8月  | 中共青海省委书记                             |                                                       |
| 刘 宁  | 吉林临江 | 2018年8月－2020年7月   | 现任中共河南省委书记，省人大常委会主任       | 曾任中共广西壮族自治区党委书记， 自治区人大常委会主任 |
| 信长星 | 山东惠民 | 2020年8月－2022年3月   | 现任中共江苏省委书记，省人大常委会主任       |                                                       |
| 吴晓军 | 江西泰和 | 2022年3月－2025年1月   | 现任中共青海省委书记，省人大常委会主任       |                                                       |
| 罗东川 | 重庆     | 2025年1月 -            | 现任                                         |                                                       |